# 點陣式顯示器

这是一个动画式点阵显示屏的例子，拥有一定大小的字体，请注意其在滚动开始时与结束时字体显示

点阵显示屏（英語：Dot-matrix display）是由可亮可暗的许多小单元（灯或其它结构，只要在色彩上有所区别即可）排成阵列（一般为矩形，其它形状也有但并不常见）来显示文字或图形内容的显示装置。它可以用来显示机器运行状态、时钟、铁路发车指示、公路行車資訊等许多无需高分辨率的简单信息。
通常这种显示器由称为点阵控制器的电路控制。点阵控制器按照所需的显示内容打开或关闭阵列里的单元，使得文字或图形可以显示出来。

## 通常的分辨率
常见的点阵显示器分辨率：
- 128×16 (列×行）
- 128×32
- 128×64
- 128×96
- 128×128
- 240×128
- 320×240 (列×行）

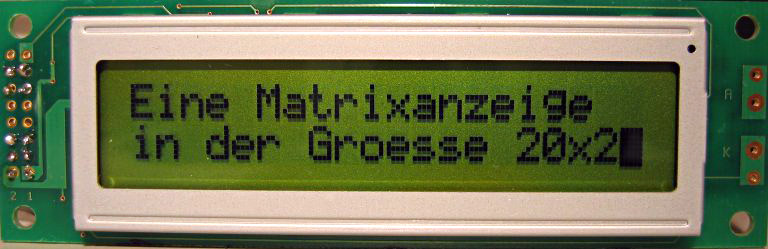
“在尺寸为20X2矩阵显示” - 这是一些早期的手机和自动售货机经典的5x7点阵液晶显示屏

当然廠商也可以根据需要，定制自己想要的显示行数和列数，对于單色的LCD产品，通常它们最大的行数，只能做到240行，这是因为黑白类的LCD，通常只有TN,和 STN 2种主要的显示模式，和通常的TFT类产品不同，TN, STN 类产品，他们是被动的显示器件，超过240行的驱动时，因为液晶材料的陡度性能，和交叉效应的影响，超过240行的驱动后，对比度变得不可接受。

## 通常字符的分辨率

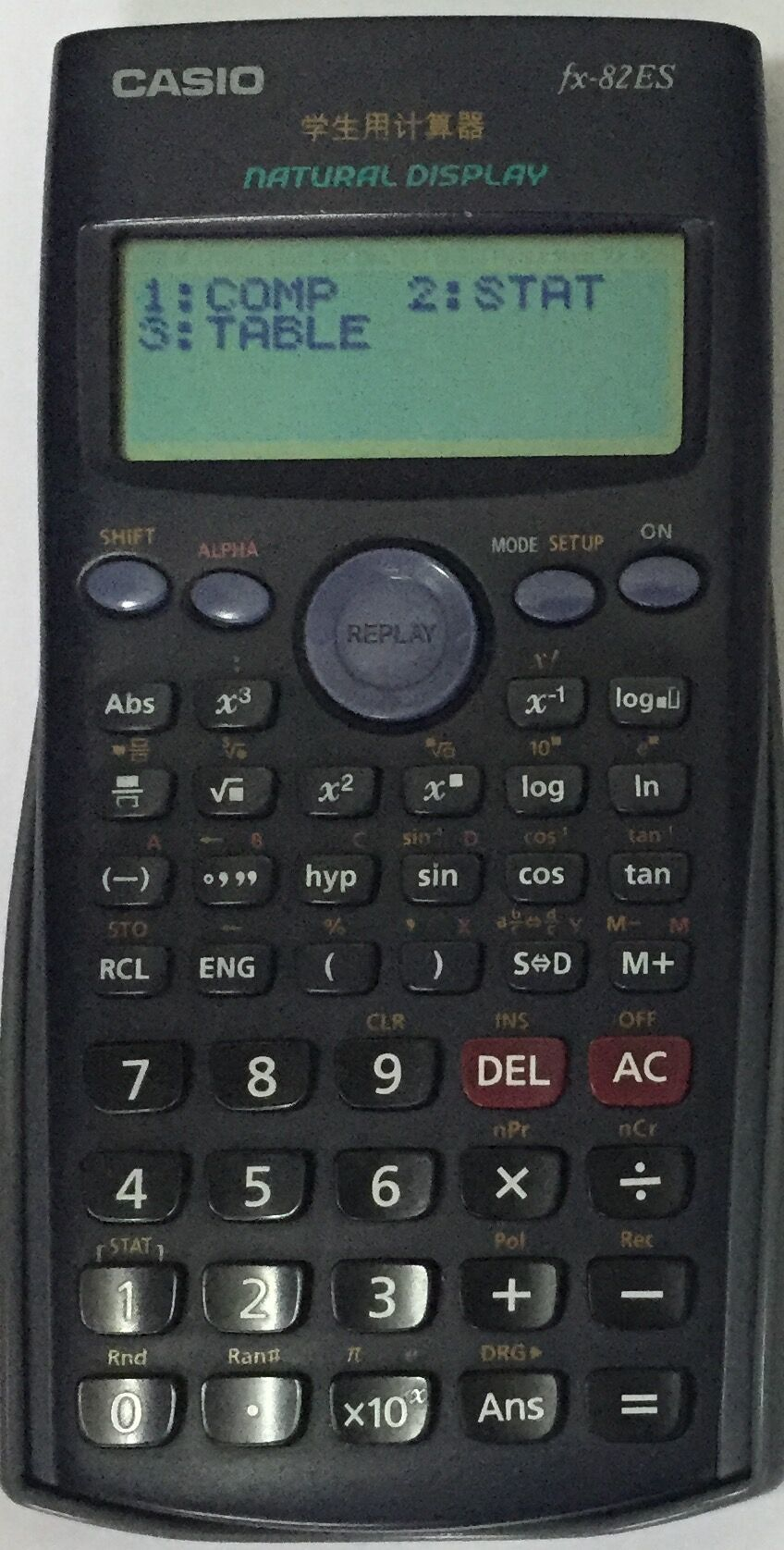
一部卡西欧 fx-82ES

- 一个字符通常的尺寸为5×7像素，与没有点的空白行（在大多数纯文本显示）或分开，或用空白像素的行（使得实际大小6×8）。这被认为是在大多数图形计算器 ，如卡西欧计算器或德州仪器TI-82计算器的优点。
- 较小的尺寸为3×5（或4×6时，空白像素分隔）。这种字体在德州仪器TI-80计算器上得以应用。 7×5像素相对于3×5像素的缺点是，伸缩后字体与小写字符是不实际的。
- 足够的分辨率点阵显示器可以编程，以仿真习惯七划管数字模式。
- 较大的尺寸为5×9个像素，这是用于许多自然显示计算器（例如卡西欧 fx-82ES，卡西欧 fx-991ES PLUS等等）。